# Dez Preceitos (taoismo)
Os Dez Preceitos do taoismo foram delineados em um pequeno texto que aparece nos manuscritos Dunhuang (DH31, 32). Os preceitos são as regras clássicas do taoismo medieval aplicadas aos praticantes que buscam atingir o grau de Discípulo de Pura Fé. Eles apareceram pela primeira vez na Escritura Sobre a Criação da Vontade sobre a Sabedoria (DZ325).

## Preceitos
1. Não matar, mas sempre estar atento ao conjunto de seres vivos.
2. Não ser lascivo ou ter pensamentos depravados.
3. Não roubar ou receber riqueza injusta.
4. Não enganar ou deturpar o bem e o mal.
5. Não ficar inebriado, mas sempre pensar de conduta pura.
6. Vou manter a harmonia com os meus antepassados e familiares e nunca desprezar a minha família.
7. Quando vejo alguém fazer uma boa ação, vou apoiá-lo com alegria e prazer.
8. Quando vejo alguém triste, vou apoiá-lo com dignidade para recuperar a boa fortuna.
9. Quando alguém vem fazer-me mal, eu não vou nutrir pensamentos de vingança.
10. Mesmo que todos os seres não tenham alcançado o tao, não vou esperar para fazê-lo eu mesmo.